# Weapons Systems Evaluation Group
De Weapons Systems Evaluation Group (WSEG) werd in 1949 opgericht om operationeel onderzoek uit te voeren voor de Joint Chiefs of Staff van de United States Army en het Amerikaanse ministerie van Defensie. De groep speelde een belangrijke rol in de Koude Oorlog, vooral op het gebied van de nucleaire wapenwedloop. 
De eerste directeur was Philip M. Morse. Hij bleef anderhalf jaar in functie voordat hij in de zomer van 1950 terugkeerde naar het MIT. Van 1957 tot 1960 was John H. Sides directeur van de WSEG.
Een prominente medewerker was Hugh Everett. Hij werkte van 1956 tot 1964 bij de WSEG. Veel van zijn werk is geclassificeerd. Tijdens zijn tijd bij de WSEG werkte Everett mee aan diverse onderzoeken van het Minuteman-raketproject.  Samen met George E. Pugh schreef hij een invloedrijk rapport, The Distribution and Effects of Fallout in Large Nuclear Weapon Campaigns.

## Voetnoten
1. ↑  (en)  Hugh Everett III and George E. Pugh, "The Distribution and Effects of Fallout in Large Nuclear-Weapon Campaigns", in Biological and Environment Effects of Nuclear War, Hearings Before the Special Sub-Committee on Radiation of the Joint Congressional Committee on Atomic Energy, June 22–26, 1959, Washington, D.C., U.S. Government Printing Office, 1959.